# Kama (jídlo)
Kama (estonsky), talkkuna (finsky) nebo толокно tolokno (rusky) je potravina tradičně používaná v estonské kuchyni. Jedná se o směs opražených mletých luštěnin a obilovin, zejména hrachu, žita a ječmene, případně pšenice nebo černých fazolí.
Kama se obyčejně zamíchá v acidofilním mléce, kefíru, podmáslí nebo jogurtu, čímž vznikne řídká kaše. Ta se může ještě dochutit cukrem, medem nebo lesními plody.
V Estonsku se kama často jí ke snídani. Smícháním kama mouky se zakysanou smetanou, cukrem a kakaem se vyrábějí tzv. kamakäkke nebo kamapallid, dezert podobný českým rumovým kuličkám. Kama patří k estonským národním pokrmům. Pod názvem talkkuna je kama známá ve Finsku.
Na severozápadě Ruska, především v Karélii, Archangelské oblasti a Vologdské oblasti je populární толокно (tolokno), směs pražené ovesné a ječmenné mouky podobná kamě.